# Fideuada
La fideuada, o col·loquialment fideuà, és un plat a base de suc de peix complementat amb marisc al gust del consumidor i uns fideus específics més grossos que els normals, corbats i amb un forat al mig que s'anomenen fideus perla. S'ha fet un lloc a les taules com a concurrent de la paella d'arròs.

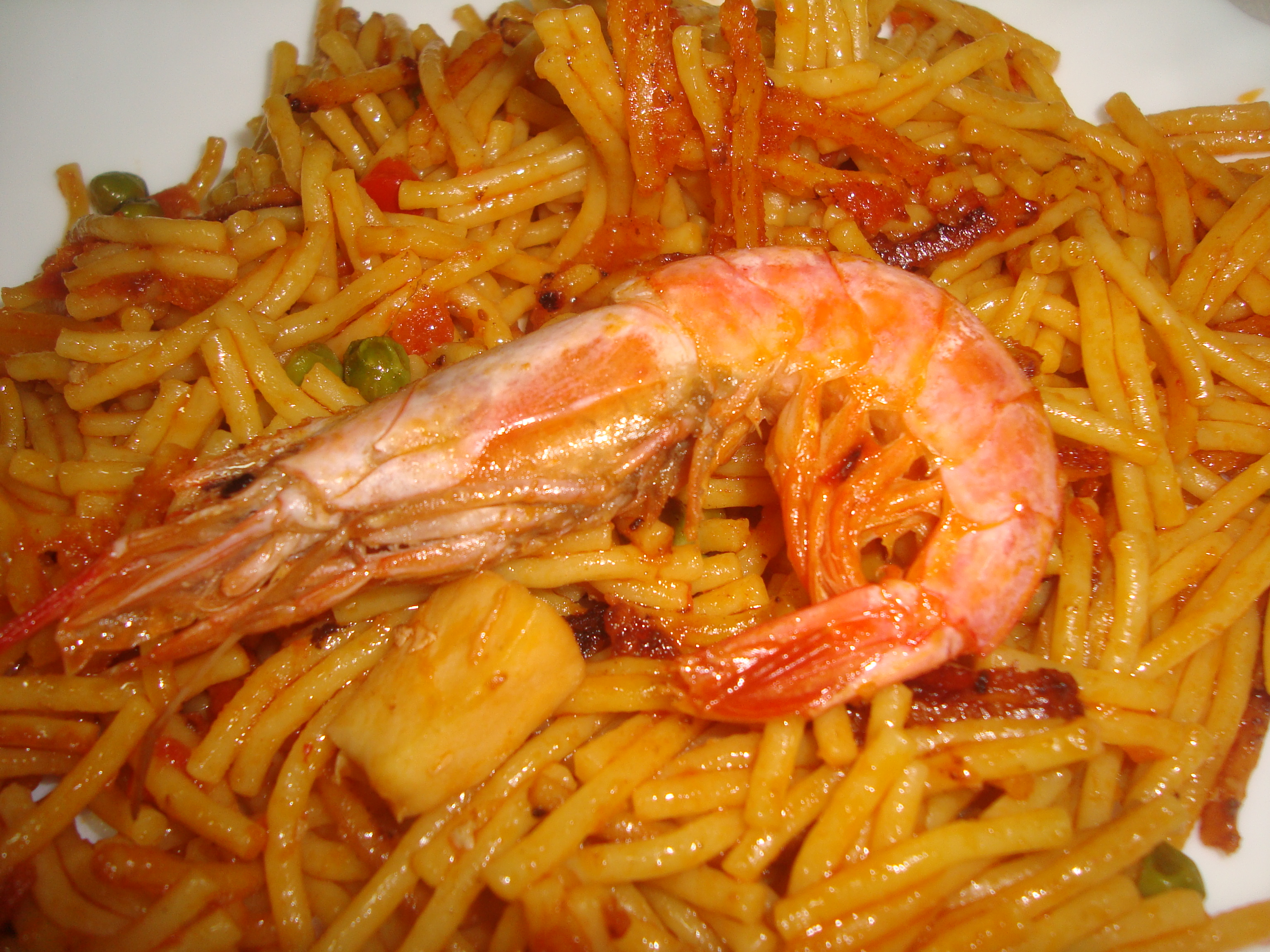
Plat de Fideuada (Castelló)

És molt probable que tingui l'origen en els plats que cuinaven els pescadors. És un plat típic de la gastronomia valenciana, especialment de la cuina de la Safor, originari de la ciutat de Gandia. Seria el fruit de l'atzar, d'un pescador que volia fer paella, però havia oblidat l'arròs. A hores d'ara és habitual a la Safor i la Marina Alta, tot i que també se'n pot trobar a gran part de la costa valenciana, la costa catalana meridional, i fins i tot a les Terres de l'Ebre. És un plat únic i no admet variants amb pollastre, verdures, carn, etcètera. Es cuina, com la paella, en una paella ampla i plana.
N'hi ha moltes variants. És fa a base de peix de roca, cloïsses i gambes, brou de peix o aigua i sofregit. Es pot fer amb o sense ceba, la sípia es pot reemplaçar per calamar, es pot fer amb sardines, seitons, galeres, bacallà… segons la temporada i la disponibilitat. Qui la vull eixuda, fa servir una paella plana, que facilitat l'evaporació, qui se l'estima mas sucosa pren una cassola més fonda.
A la ciutat de Gandia, bressol de la fideuada, se celebra un concurs internacional d'aquest plat típic des de 1972 i des de 2022 també un concurs amateur.